# Vidonje
Vidonje su naselje u sastavu općine Zažablje u Dubrovačko-neretvanskoj županiji.

## Zemljopisni položaj
Naselje se nalazi na jugoistoku donjega dijela doline Neretve u udolini između Žabe na sjeveru i brda Osoja na zapadu. 
Vidonjski zaseoci su: Badžula, Brestica, Dželetin, Galovići, Glavice, Goračići, Jejavica, Klačina, Kljetina, Kobranj Do, Komazini, Kosa, Krčevine, Krušev Do, Kuti, Medarevine, Maslina, Mlinište, Oborina, Obšivačeva Glavica, Obšivačevo Guvno, Podine, Postolīče, Reljinovac, Ružne Njive, Soče, Spile, Stajine, Traja(no)vina, Trubino Brdo, Vidonje, Visoka Glavica.

## Povijest
Vidonje su bile naseljene još od Ilira, o čemu svjedoče ilirske gomile koje se nazivaju još i gradinama. Padom Hercegovine, 1482. godine, područje Vidonja je tada potpalo pod nahiju Gradac u gabeoskom kadiluku.
Među župama koje su ostale vjerne Katoličkoj Crkvi, godine 1629., navedeni su: Gradac, Dobranje, Vidonje i Slivno. O prilikama života katolika u istočnoj Hercegovini, izvješćujući papu Siksta V. i austrijskoga cara, dominikanac Daniel, 1589. godine, dva sela Vidonje (doi ville chiamate Vidogne) i Bresticu (Bristiza). To je prvi spomen Vidonja pod tim imenom. Za biskupovanja Krizostoma Antića, počelo je i djelovanje fra Blaža Gračanina koji će podići pet novih crkava, među kojima i crkvu sv. Ivana u Vidonjama (1616.).
U Morejskome ratu, 1688. su od Turaka oslobođeni Slivno, Vidonje i Dobranje. Za vrijeme ovoga rata u Vidonje se naselio veliki broj današnjih vidonjskih obitelji. Taj je rat smjestio Vidonje između Mletaka i Turske, a zaselak Bresticu podijelio na dalmatinsku i hercegovačku. Nakon nekoliko godina sporenja, Vidonje, Metković i Slivno su izdvojeni iz trebinjske te pripojeni makarskoj biskupiji. Vidonje su u početku pripale župi Slivno. Od 1720. godine odvojili su se u samostalnu župu u čijem su sastavu do 1769. bile i Dobranje. Kroz mjesto je bila građena Napoleonova cesta (1806. – 1809.). Selo je 1968. dobilo struju, a do danas nije dobilo vodu.

## Stanovništvo
Iako nekad najveće općinsko naselje s velikim brojem žitelja, prema popisu stanovništva iz 2001. godine u Vidonjima obitavaju svega 2 stanovnika. Prema popisu iz 2011. u naselju je 1 stanovnik.
| broj stanovnika | 518   | 602   | 310   | 361   | 467   | 515   | 826   | 760   | 393   | 320   | 82    | 117   | 8     | 7     | 2     | 1     | 2     |
|                 | 1857. | 1869. | 1880. | 1890. | 1900. | 1910. | 1921. | 1931. | 1948. | 1953. | 1961. | 1971. | 1981. | 1991. | 2001. | 2011. | 2021. |

## Vidonjski govor
Rješenjem Ministarstva kulture od 24. siječnja 2008. utvrdilo se da govor i toponimija sela Vidonje ima svojstvo nematerijalnog kulturnog dobra u smislu članka 9. stavka 1. alineja 1. Zakona o zaštiti i očuvanju kulturnih dobara. Senahid Halilović izdvaja u međurječju Neretve i Rijeke dubrovačke četiri govorna tipa među kojima je i slivanjskozažapski govorni tip koji obuhvaća današnje općine Slivno, općine Zažablje te dio Metkovića na lijevoj obali rijeke Neretve kao i sela Dubravicu i Glušce koji pripadaju gradu Metkoviću. Po Haliloviću su osobitosti slivanjsko-zažapskoga tipa u odnosu na druge govorne tipove na spomenutom terenu: veća koncentracija ikavskih formi, mnoštvo primjera s neizvršenom trećom jotacijom, adrijatizam, palatalizirani sonant l, oblici mojom/mojon sestri te čest infinitiva bez završnoga –ti (misli, vidi < misliti, vidjeti). Fonemski sustav vidonjskoga govora bogatiji je od fonemskoga sustava hrvatskoga standardnog jezika za foneme ś i ź koji su rezultat treće jotacije. Nešto je više ikavskih odraza jata nego u susjednim hercegovačkim govorima, a, u odnosu na te iste, manje je hiperijekavizama, ali ih ipak ima: kumpijer, kriješva, sjekavica (i śekavica), sijerak, sjeromah (i śeromah), čak Spljet. I kod konsonanata je situacija dosta slična onoj u standardnome hrvatskom jeziku, no tu su od sela do sela razlike poprilično primjetne. U Vidonjama se h dobro čuva na početku riječi (hotio, Hrvat, Hum), dok se u Dobranjama čuva slabo čak i u toponimiji (npr. Adžibegov vrv). Još slabije se čuva h u sredini riječi (duvajnska stanica; u antroponimiji je očuvano u alternaciji Mijo/Miho) i na kraju riječi (orav, kruv; zanimljivo je da kod zamjenica imamo dvojstvo našijeh/našija, onijeh/onija. Na mjestu h dolaze v i j (propuv, snaja). U Dobranjama glas f nalazimo samo u najnovijim posuđenicama (npr. financ) dok čak i u antroponimiji se mijenja u p (Pilip) i v (Vranka, Vranuša; vala, važol). U Vidonjama je pak f posve običan glas (fažol, Franka) koji je nastao i od skupine *hv (fatat, fala, ufatit). Nadalje, skupine *tĕ (lećet, ćerat), *dĕ (đe, pranđed, đever), *sĕ (śekira, śeme), *zĕ (iźes), *cĕ (ćedilo, ćepanica) se jotiraju iako 2. jotacija nije u potpunosti provedena (zemja, snopje), navlastito u glagolskoga pridjeva trpnog (napravjen, stavjen). Skupine *pĕ, *bĕ, *mĕ, *vĕ se, kao i u standardnome hrvatskom jeziku ne jotiraju u Vidonjama i Dobranjama, ali se zato jotiraju u Gabeli (blječva, pljesma). Konsonanti ś i ź također mogu nastati i od skupina *sьj (paśi, prośakinja), *svj (śetlo, Śeto) odnosno *zьj (koźi, uźašit), a ć može nastati od *cvj (Ćeto, ćetna neđelja). U mjesnome govoru nailazi se na šćakavske ostatke (zvižđat, gožđen, šćap), u suglasničkim skupovima *st, *št, *zd, *žd otpada završni suglasnik (prs, guš, groz, daž), a na kraju riječi dolazi do obezvučivanja završnoga konsonanta (Dodik, Utrk, Zagrep, lut). Vidonjski je govor posebno arhaičan u akcentu, ali to podliježe daljnjem proučavanju.

## Župa Vidonje
Župa Vidonje, kao najudaljenija župa od Splita, sjedišta Splitsko-makarske nadbiskupije, nazvana je Nazaretom, jer je dala Crkvi u posljednjih 40-ak godina čak 20 svećenika, a u raznim redovničkim zajednicama danas je više od 60 redovnica iz ovoga kraja. Iz Vidonja su rodom: mons. Marin Barišić, nadbiskup splitsko-makarski, metropolit Splitske metropolije, mons. Martin Vidović, naslovni nadbiskup ninski i prijašnji apostolski nuncij u Bjelorusiji, don Mile Vidović, ravnatelj splitske Nadbiskupijske klasične gimnazije "Don Frane Bulić" i mons. Ranko Vidović, hvarski biskup te mnogi drugi svećenici i redovnici.

## Sakralni objekti

### Stara župna crkva svetog Ivana Krstitelja
Jednobrodna romanička presvođena građevina izgrađena je 1616. što potvrđuje ploča pored pobočnih vrata. Na vrhu pročelja bio je kameni zvonik na preslicu za tri zvona i bila je pokrivena kamenom pločom. Lađa je bila duga 13,50 a široka 4,50 metra. Pred crkvom je postojao i narteks koji je uklonjen 1959. za vrijeme župnika don Tomislava Karamana. Crkva je tada produljena za duljinu narteksa, a zvonik na preslicu je zamijenjen betonskom preslicom. Glavni oltar je podignut za visinu jedne stepenice, a pobočnom je promijenjen izgled. Slika Isusova krštenja nestručno je obnovljena i posve uništena, a slika Gospe s krunicom, rad Filipa Naldija iz 1770. stručno je obnovljena i nalazi se u župnom uredu.

### Kapela Uznesenja Marijina
Građevina od klesanog kamena sagrađena je pored stare župne kuće 1904. Do 1952. služila je za svakodnevne potrebe župnika. Iznad pročelja je preslica na jedno zvono, a iznutra je duga 3,80 i široka 2 metra. Danas su od nje ostali samo zidovi.

## Znamenitosti
- Crkva sv. Liberana i arheološko nalazište na Gomilama, crkva na zapadnom ulazu u naselje sagrađena 1861. godine, zaštićeno kulturno dobro

## Poznate osobe
- Marin Barišić, splitsko-makarski nadbiskup
- Ranko Vidović, hvarski biskup
- Martin Vidović, biskup

### Članci
- Vidović, Domagoj. 2005. Nacrt za vidonjsku antroponimiju. Folia onomastica Croatica. Zavod za lingvistička istraživanja HAZU. Zagreb.  (14): 147–177